# Bernadett Gregor
Pour les articles homonymes, voir Gregor.
Bernadett Gregor, née le 1er mai 1972 à Szeged (Csongrád-Csanád), est une actrice hongroise de cinéma, de télévision et de théâtre.

## Biographie
Elle est la fille du chanteur d'opéra József Gregor, lauréat du prix Kossuth, et de l'enseignante Erzsébet Belle.
En 1995, elle est diplômée de l'Université d'art dramatique et cinématographique dans la classe d'István Horvai (hu) et de Dezső Kapás (hu). Elle rejoint le Théâtre national en 1996, le Théâtre hongrois de Pest en 2000 et le Nouveau théâtre en 2012.
Elle est apparue dans le clip vidéo de la chanson Fuss de Ferenc Varga et, depuis 2008, elle est la seule femme du groupe Tornado.
Le 20 septembre 2018 à Rome, lors de la Journée de la culture européenne, elle a joué le rôle de la protagoniste du drame historique La nuit de Pilate d'István Fazekas (hu), Claudia Procula.

### Vie privée
Elle a eu un fils (Bence) de son premier mari, qui était pneumologue. Son deuxième mari était le producteur György Gát (hu), avec lequel elle a été mariée pendant 9 mois. Son troisième mari était István Somogyi, qui a donné naissance à un autre fils (Álmos), et ils ont divorcé en 2013 après neuf ans. Le 16 août 2014, elle a épousé Attila Szarvas (hu), dont elle a divorcé par consentement mutuel le 3 octobre 2018. Elle a vécu pendant une courte période avec l'acteur Attila Magyar (hu).

### Démêlés judiciaires

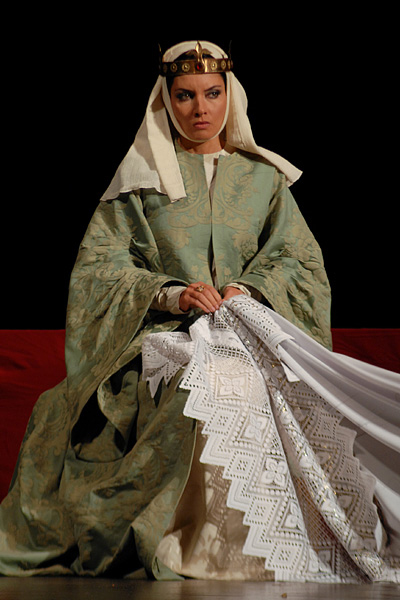
Bernadett Gregor dans la pièce Becket ou l'honneur de Dieu, Théâtre hongrois de Pest, 2007.

En 2011, Bernadett Gregor a poursuivi Sándor Fábry (hu) et RTL Klub pour l'avoir diffamée et avoir raconté des mensonges à son sujet. En octobre 2016, elle a gagné le procès.
En octobre 2017, elle confiait à l'hebdomadaire HVG qu'elle se souvenait de ses années universitaires comme d'un enfer sur terre. Au début de sa carrière artistique, elle était assise tremblante sur une chaise, presque nue, devant le jury d'examen, et cette situation l'a choquée.

## Filmographie
- 1991 : Szomszédok (1 épisode)
- 1993 : A csikós
- 1995 : Gálvölgyi szubjektív (1 épisode)
- 1997 : Kisváros (hu) (1 épisode)
- 1998 : TV a város szélén (hu) (8 épisodes)
- 1999 : 7-es csatorna (35 épisodes)
- 2003 : I salmoni del San Lorenzo (A Szent Lőrinc folyó lazacai)
- 2005-2009 : Jóban Rosszban (hu)
- 2006 : Tibor vagyok, de hódítani akarok! (hu)
- 2010 : Tűzvonalban (hu) (4 épisodes)

## Théâtre
- Bál a Savoyban
- Anconai szerelmesek (création: 18 janvier 2005. Magyar Színház)
- Becket vagy Isten becsülete (création: 28 septembre 2007. Magyar Színház)
- Boldog Asztrik küldetése (création: 21 septembre 2001. Magyar Színház)
- Bolha a fülbe (création: 5 mars 2010. Szegedi Nemzeti Színház)
- Cigánykerék (création: 20 juillet 2005. Margitszigeti Színpad)
- Családi ágy (création: 10 octobre 2009. Komédium Színház)
- Dandin György, avagy a megcsúfolt férj (création: 30 juin 2008. Kastély Mákszínház)
- Deficit (création: 26 octobre 2012. Újszínház)
- Döglött aknák (création: 8 février 2013. Újszínház)
- Az édes teher (création: 2 avril 2005. Budaörsi Játékszín)
- Egy fekete és egy szőke (création: 23 novembre 2007. Budaörsi Játékszín)
- Francia négyes, avagy négyen a kanapén (création: Gergely Theáter)
- Házasságon innen, házasságon túl (création: 2008. november 22. Magyar Színház)
- Háztűznéző (création: 6 mars 2009. Magyar Színház)
- Hókirálynő (création: 24 novembre 2000. Szegedi Nemzeti Színház)
- A jó pálinka itassa magát! (création: 7 octobre 2009. Budaörsi Játékszín)
- Júliusi éjszaka (création: 12 mars 2006. Budaörsi Játékszín)
- A kőszívű ember fiai (création: 16 mars 2008. Corvin Művelődési Ház)
- Krúdy-keringő (création: 27 juillet 2004. Gyulai Várszínház)
- La Mancha lovagja (création: 9 février 2001. Magyar Színház)
- Lüszisztráté (création: 15 octobre 1999. Szigligeti Színház)
- Mert a mamának így jó (création: Újszínház)
- Mirandolina (création: 5 mars 2004. Magyar Színház)
- Mona Marie mosolya (création: 24 juillet 2012. Gergely Theáter)
- Nagyvizit (création: 31 janvier 2014. Újszínház)
- Nejcserés támadás (création: Gergely Theáter)
- A néma Levente (création: 25 août 2005. Éless-Szín)
- A néma levente (création: 27 septembre 2002. Magyar Színház)
- Nem élhetek muzsikaszó nélkül (création: 20 décembre 2013. Újszínház)
- A nők iskolája (création: 3 novembre 2000. Magyar Színház)
- A nőuralom (création: 3 mai 2008. Gorsium (Szabadtéri Múzeum))
- Az ördög (création: 9 novembre 2001. Gárdonyi Géza Színház)
- Roméo et Juliette (Rómeó és Júlia) (création: Magyar Színház)
- Sade márkiné (création: 7 avri 2001. Magyar Színház)
- Beaucoup de bruit pour rien (Sok hűhó semmiért) (création: 19 janvier 2001. Szigligeti Színház)
- A szerelmes nagykövet (création: 18 avril 2008. Budaörsi Játékszín)
- A szókimondó asszonyság (création: 16 février 2007. Budaörsi Játékszín)
- Tangó (création: 26 novembre 2004. Magyar Színház)
- Tímbilding (création: 2009 nyara Gellért Gyógyfürdő)
- Vágy a szilfák alatt (création: 27 avril 2004. Budaörsi Játékszín)
- La Nuit des rois (Vízkereszt, vagy amit akartok) (création: 20 décembre 2002. Magyar Színház)